# Basilica di Santa Maria Assunta (Adria)
La basilica di Santa Maria Assunta detta della Tomba è un edificio sacro sito ad Adria in via Francesco Bocchi. Chiesa elevata a basilica minore è, pur soggetta a ripetute ristrutturazioni e ampliamenti, l'edificio sacro esistente più antico della cittadina, edificata su una preesistente basilica della Tomba risalente ai primi secoli dell'era cristiana e presumibilmente costruita sui resti di una più antica basilica pagana.
Il suo riferimento alla "tomba" è contrastante, dovuta forse alla vicinanza dell'edificio a una tomba di epoca romana oppure alla sopraelevazione (ad tumulum) della zona rispetto a quelle vicine.
L'attuale aspetto è dovuto principalmente all'ultima ristrutturazione conclusa nel 1718 con lo spostamento e costruzione della nuova facciata, in posizione avanzata rispetto alla precedente, e di alcuni interventi minori realizzati tra gli anni trenta e quaranta del XX secolo.
Tra le opere che impreziosiscono l'edificio, le principali sono la statua dell'Assunta, posta nel frontone spezzato sopra il portale maggiore, opera dello scultore padovano Giacomo Contiero, mentre all'interno sono presenti dipinti del XV e XVI secolo e, nella cappella, un altorilievo in terracotta raffigurante una Dormitio Virginis attribuito a Michele da Firenze. Di importanza storica è anche il fonte battesimale a immersione a pianta ottagonale, risalente tra il VII e il VIII secolo, sul quale corre un'iscrizione relativa al vescovo Bono, il secondo della diocesi di Adria.

## Struttura

### Interno

#### Fonte battesimale

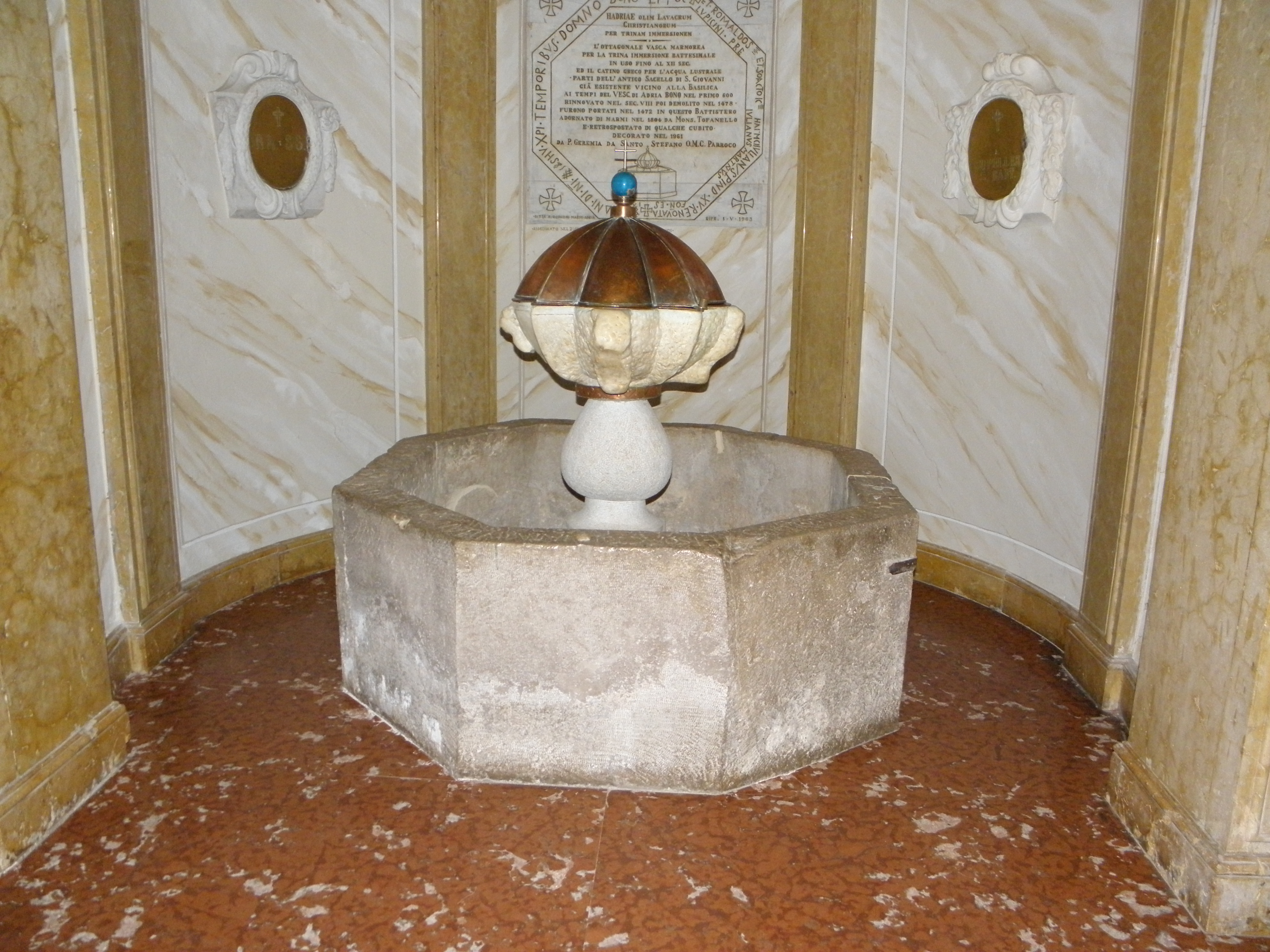
Basilica di Santa Maria Assunta, interno, il fonte battesimale.

Il fonte battesimale è l'elemento architettonico interno più antico della struttura e il suo aspetto si deve alla composizione dell'originaria vasca risalente al VI secolo assieme al catino di epoca leggermente successiva.
La vasca, ampia e di forma ottagonale, venne estratta da scavi effettuati nella zona delle terme di Adria, non lontano dalla zona della tomba, e ricostruito in epoca posteriore all'interno dell'edificio.
Il catino, realizzato successivamente, fu originariamente collocato in un sacello intitolato a santo Stefano nei pressi della più antica struttura della chiesa creando un complesso di edifici del quale facevano parte anche un battistero a pianta ottagonale. Dopo la demolizione del sacello, effettuata nel 1478, il catino venne utilizzato come acquasantiera fino alla definitiva collocazione al centro della vasca.
Questo presenta una testa di leone, simbologia relativa al Leone di San Marco, l'unica delle quattro iconografie degli Evangelisti distribuite a croce sul labbro e che vennero presumibilmente consumate nei secoli per lo strofinio delle mani dei fedeli. Sempre sul labbro sono presenti delle iscrizioni risalenti al più all'VIII secolo, una relativa al vescovo Bono e le altre due agli arcipreti Romoaldo (a. 740) e Lupicino (a. 750).
Il fonte, così completato com'è nella forma odierna, venne collocato in un nuovo battistero, costruito nel 1804 e realizzato con marmi pregiati, retrospostato di qualche cubito rispetto alla collocazione del battistero demolito, per poi essere definitivamente collocato nella prima cappella di sinistra dell'odierno edificio basilicale nel 1961 su iniziativa dell'allora parroco, il padre cappuccino Geremia di santo Stefano.

### Arte sacra

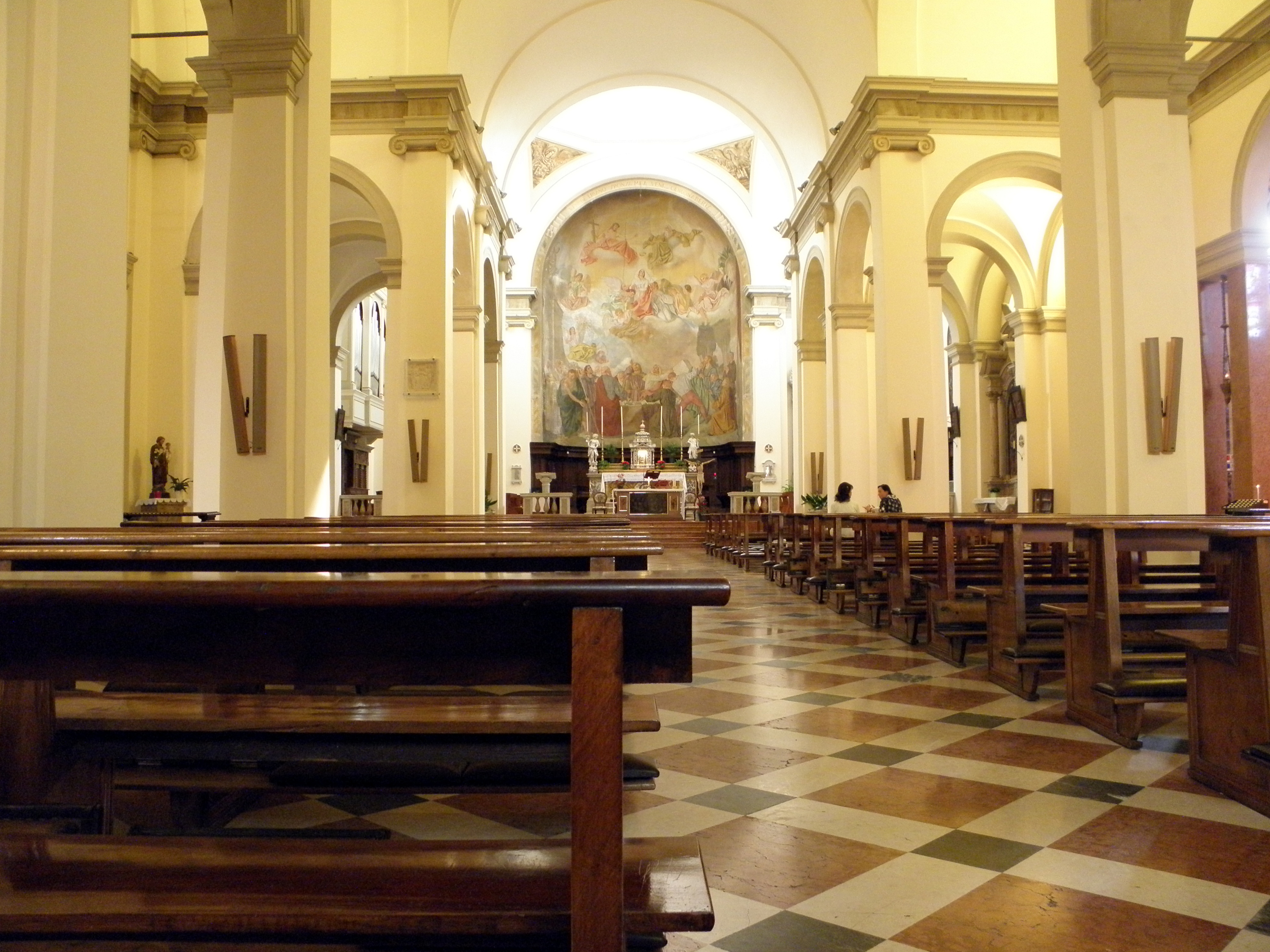
L'aula

All'interno sono inoltre presenti opere risalenti al XVI secolo; con un affresco raffigurante una Madonna del Latte, un crocifisso e un altorilievo in cotto dipinto, da alcune fonti indicato come parte di un altare del XV secolo del quale esistono altri frammenti nella collezione del Museo Bocchi, raffigurante una Dormitio Virginis vegliata da tredici figure dall'attribuzione incerta, indicata nel tempo sia al Maestro delle statuine di Modena, scartato successivamente per Niccolò Baroncelli, che a Jacopo della Quercia e a Michele da Firenze. Un affresco raffigurante L'assunzione della Vergine comprende l'intero abside, realizzato nel 1943 ad opera del pittore Antonio Maria Nardi, e dello stesso autore sono presenti due pale d’altare: "S. Cuore e S. Margherita Alacoque" e "S. Francesco riceve le Stimmate". Una Via Crucis fu realizzata e donata nel 1955 dall'intagliatore adriese Attilio Sacchetto.